# 부가가치세법
부가가치세법은 부가가치세의 과세(課稅) 요건 및 절차를 규정함으로써 부가가치세의 공정한 과세, 납세의무의 적정한 이행 확보 및 재정수입의 원활한 조달에 이바지함을 목적으로 한다.

## 특징
1. 국세
2. 간접세
3. 일반소비세[2]
4. 전단계세액공제법[3]
5. 단일세율[4]
6. 최종소비세[5]
7. 소비지국과세원칙[6]
8. 다단계거래세

## 사업자
사업자란 사업목적이 영리이든 비영리이든 관계없이, 사업상, 독립적으로, 과세(課稅, 세금 매김)가 되는 재화 또는 용역을 공급하는 자이다.

### 사업자 등록
1. 신청
사업자는 사업장마다 사업개시일로부터 20일 이내에 사업장 관할 세무서장에게 사업자등록을 신청하여야한다. 다만, 신규로 사업을 시작하려는 자는 사업개시일 이전이라도 사업자등록을 신청할 수 있다. 사업자등록 신청을 사업장 관할 세무서장이 아닌 다른 세무서장에게도 할 수 있는데, 이 경우 사업장 관할 세무서장에게 사업자등록을 신청한 것으로 본다.[7]
2. 정정사유
  - 상호를 변경하는 때
  - 법인 또는 고유번호를 받은 단체의 대표자를 변경하는 때[8]
  - 상속으로 인하여 사업자의 명의가 변경되는 때
  - 사업장을 이전하는 때[9]
  - 사업의 종류에 변경이 있는 때

### 사업자 종류
1. 과세사업자[10]
  - 일반과세자

법인사업자와 직전년도 공급대가가 8,000만원 이상인 사업자를 말한다.
  - 간이과세자

공급대가가 8,000만원 미만인 개인사업자(과세유흥장소 및 부동산임대업 사업자는 4천8백만원) 말한다. 이들은 1년에 한번 부가가치세 확정신고를 하게 된다. 해당 과세기간의 공급대가가 4,800만원 미만인경우 예정납부시 납부의무를 면제한다. 납부의무면자제자에게는 가산세 규정을 적용하지 않는다.
2. 면세사업자
3. 겸업사업자
과세사업과 면세사업을 같이 영위하는 사업자이다.

## 납세지
부가가치세 납세지는 각 사업장의 소재지로 한다. 사업자가 사업장을 두지 아니하면 사업자의 주소 또는 거소(居所)를 사업장을 한다. 사업장은 사업자가 사업을 하기 위하여 거래의 전부 또는 일부를 하는 고정된 장소로 한다. 사업자가 사업자 단위 과세 사업자라면 복수의 사업장이 있다고 하더라도 각 사업장을 대신하여 그 사업자의 본점 또는 주된 사무소의 소재지를 부가가치세의 납세지로 한다.
그러나 하치장, 임시사업장은 부가가치세 납세지에서 제외된다. 재화를 수입하는 자의 부가가치세 납세지는 관세법에 따라 수입을 신고하는 세관의 소재지로 한다.

## 과세기간

### 과세사업자
1. 간이과세자
과세기간은 1월 1일부터 12월 31일까지이다.[13]
2. 일반과세자

| 기수 | 예정/확정신고 | 과세기간             | 신고납부기한  |
| ---- | ------------- | -------------------- | ------------- |
| 1기  | 예정신고      | 1월 1일 ~ 3월 31일   | 4월 25일      |
| 1기  | 확정신고      | 4월 1일 ~ 6월 30일   | 7월 25일      |
| 2기  | 예정신고      | 7월 1일 ~ 9월 30일   | 10월 25일     |
| 2기  | 확정신고      | 10월 1일 ~ 12월 31일 | 익년 1월 25일 |

### 면세사업자
면세사업자는 부가가치세 신고, 납부 의무가 없다. 그 대신 매년 1월 1일부터 2월 10일까지 직전년도 연간 수입금액 및 사업장현황을 사업장 관할세무서에 신고해야 한다.

### 특수한 경우
- 신규로 사업을 시작하는 자에 대한 최초의 과세기간은 사업 개시일부터 그 날이 속하는 과세기간의 종료일까지로 한다. 여기서 사업개시일이란 다음을 일컫는다. 제조업은 제조장별로 재화의 제조를 시작한 날이다. 광업은 사업장별로 광물을 채광을 시작하는 날이다. 제조업과 광업을 제외한 사업은 재화나 용역의 공급을 시작하는 날이다.
- 사업자가 폐업하는 경우의 과세기간은 폐업일이 속하는 과세기간의 개시일부터 폐업일까지로 한다. 폐업일의 기준은 다음과 같다. 합병으로 인한 소멸법인은 변경등기일 또는 설립등기일이다. 분할로 인하여 사업을 폐업하는 경우 분할 법인의 분할변경등기일이다.[14] 합병, 분할이외의 경우에는 사업장별로 그 사업을 실질적으로 폐업하는 날이다. 폐업한 날이 분명하지 않을 때에는 폐업신고서의 접수일을 폐업하는 날로 본다.
- 일반과세자가 간이과세자로 변경되거나 간이과세자가 일반과세자로 변경되는 경우에는 다음과 같다. 일반과세자가 간이과세자로 변경되는 경우에는 그 변경 이후 7월 1일부터 12월 31일까지를 과세기간으로 한다. 간이과세자가 일반과세자로 변경되는 경우에는 그 변경 이전 1월 1일부터 6월 30일까지를 과세기간으로 한다.

## 과세거래[15]

### 재화

#### 재화의 공급
재화의 공급은 계약상 또는 법률상의 모든 원인에 따라 재화를 인도(引渡)하거나 양도(讓渡)하는 것으로 한다. 하지만, 특정내부거래 또는 대가를 받지 아니하는 거래에 대하여도 과세형평과 조세중립성 유지측면에서 재화의 공급으로 의제하고 있는 바, 이를 간주공급이라 함.
<재화공급의 특례(간주공급)>
- 자가공급

```
-면세전용
-개별소비세법상 과세대상 자동차와 그 유지를 위한 재화
-위탁매매 또는 대리인에 의한 매매
```

- 개인적공급
- 사업상증여
- 폐업시 잔존재화

#### 재화의 공급시기
- 일반적인 경우(원칙)

| 유형별                             | 공급시기                    |
| 재화의 이동이 필요한 경우          | 재화가 인도되는 때          |
| 재화의 이동이 필요하지 아니한 경우 | 재화가 이용가능하게 되는 때 |
| 위의 기준을 적용할 수 없는 때      | 재화의 공급이 확정되는 때   |
| ---------------------------------- | --------------------------- |

- 거래형태별 공급시기

| 유형별                                                                             | 공급시기                               |
| 현금판매, 외상판매 또는 할부판매                                                   | 재화가 인도되거나 이용가능하게 되는 때 |
| 상품권 등을 현금 또는 외상으로 판매하고, 그 후 그 상품권 등이 현물과 교환되는 경우 | 재화가 실제로 인도되는 때              |
| 재화의 공급으로 보는 가공의 경우                                                   | 가공된 재화를 인도하는 때              |
| 사업상 증여의 경우                                                                 | 재화를 증여하는 때                     |
| 폐업시 잔존재화                                                                    | 폐업일                                 |
| ---------------------------------------------------------------------------------- | -------------------------------------- |

#### 재화의 공급장소
| 유형별                             | 장소                                    |
| 재화의 이동이 필요한 경우          | 재화의 이동이 시작되는 장소             |
| 재화의 이동이 필요하지 아니한 경우 | 재화가 공급되는 시기에 재화가 있는 장소 |
| ---------------------------------- | --------------------------------------- |

#### 재화의 수입
재화의 수입은 다음에 해당하는 물품을 국내에 반입하는 것으로 한다.
```
* 외국으로부터 국내에 도착한 물품
[
17
]
으로서 수입신고가 수리되기 전의 것을 말한다.
* 
수출
신고가 수리된 물품
[
18
]
을 말한다.
```

#### 재화의 수입시기
- 관세법에 따른 수입신고가 수리된 때를 말한다.

### 용역

#### 용역의 공급
계약상 또는 법률상의 모든 원인에 따른 것으로서 역무를 제공하거나 시설물, 권리 등 재화를 사용하게 하는 것으로 한다.
<용역공급의 특례>
- 자가공급
- 무상공급: 사업자가 대가를 받지 아니하고 타인에게 용역을 공급하는 경우에는 용역의 공급으로 보지 아니하나, 사업자가 특수관계인에게 사업용부동산 임대용역 등[20]을 공급하는 것은 용역의 공급으로 본다.

#### 용역의 공급시기
| 유형별                                          | 공급시기                      |
| 통상적인 공급의 경우                            | 역무의 제공이 완료되는 때     |
| 장기할부 또는 지급조건부로 용역을 공급하는 경우 | 대가의 각 부분을 받기로 한 때 |
| ----------------------------------------------- | ----------------------------- |

#### 용역의 공급장소
역무가 제공되거나 시설물, 권리 등 재화가 사용되는 장소, 국내 및 국외에 걸쳐 용역이 제공되는 국제운송의 경우 사업자가 비거주자 또는 외국법인이라면 여객이 탑승하거나 화물이 적재되는 장소를 말한다.

### 부수 재화 및 부수용역의 공급
- 해당 대가가 주된 재화 또는 용역의 공급에 대한 대가에 통상적으로 포함되어 공급되는 재화 또는 용역은 용역의 공급에 포함되는 것으로 본다.
- 거래의 관행으로 보아 통상적으로 주된 재화 또는 용역의 공급에 부수하여 공급되는 것으로 인정되는 재화 또는 용역은 공급에 포함되는 것으로 본다.
- 주된 사업과 관련하여 우연히 또는 일시적으로 공급되는 재화와 용역의 공급은 별도의 공급으로 보되, 과세 및 면세여부 등은 주된 사업의 과세 및 면세여부 등을 따른다.
- 주된 사업과 관련하여 주된 재화의 생산 과정이나 용역의 제공과정에서 필연적으로 생기는 재화의 공급은 별도의 공급으로 보되, 과세 및 면세여부 등은 주된 사업의 과세 및 면세여부 등을 따른다.

## 영세율과 면세

### 영세율
- 재화의 수출
- 용역의 국외공급
- 외국항행용역의 공급
- 외화 획득

### 면세
세부담 역진성 완화를 위해 도입한 제도이다. 부가가치세 납부의무가 면제되므로 거래상대방으로부터 징수할 부가가치세는 없으나, 이미 부담한 세액은 환급되지 않으므로 이를 부분면세제도라고 한다.
- 가공되지 아니한 식료품[식용(食用)으로 제공되는 농산물, 축산물, 수산물과 임산물을 포함한다] 및 우리나라에서 생산되어 식용으로 제공되지 아니하는 농산물, 축산물, 수산물과 임산물로서 대통령령으로 정하는 것
- 수돗물
- 연탄과 무연탄
- 여성용 생리 처리 위생용품
- 의료보건 용역(수의사의 용역을 포함한다)으로서 대통령령으로 정하는 것과 혈액
- 교육 용역으로서 대통령령으로 정하는 것
- 여객운송 용역. 단, 고속철도, 항공기, 고속버스, 전세버스, 택시, 특수자동차, 특종선박(特種船舶)에 의한 여객운송 용역과 삭도, 유람선 등 관광 또는 유흥 목적의 운송수단에 의한 여객운송 용역은 과세대상임.
- 금융ㆍ보험 용역으로서 대통령령으로 정하는 것
- 주택과 이에 부수되는 토지의 임대 용역으로서 대통령령으로 정하는 것
- 토지의 공급. 단, 토지의 임대는 과세대상임.
- 저술가ㆍ작곡가나 그 밖의 자가 직업상 제공하는 인적(人的) 용역으로서 대통령령으로 정하는 것
- 예술창작품, 예술행사, 문화행사 또는 아마추어 운동경기로서 대통령령으로 정하는 것
- 도서관, 과학관, 박물관, 미술관, 동물원, 식물원, 그 밖에 대통령령으로 정하는 곳에 입장하게 하는 것